# Rio Quebar
O Rio Quebar foi um antigo canal de irrigação da antiga Mesopotâmia, situado a uma pequena distância do Rio Eufrates.
Teria sido o lugar onde viveu o profeta Ezequiel correspondendo a um assentamento de exilados judeus conhecido como Tel-Abibe, na antiga região de Nipur, situada à sudeste da Babilônia.
Ezequiel 1:1, não deve ser confundido com o rio Habor mais ao norte do Eufrates, que também foi local de trabalho escravo prestado pelos israelitas. Hoje em dia este rio é identificado como sendo  o Rio Cabur.